# 加油！你有ME！
加油！你有ME！是中国藏族歌手阿兰·达瓦卓玛（alan）的中文单曲。

## 说明
2008年10月29日由avex trax发售，歌曲由alan和魏晨共同演唱。
这首歌为了勉励学生而作，同时是中国爱普生的“ME 30/300”打印机的广告歌。
alan和魏晨是2006年第九次上海亚洲音乐节的中国本土代表。

## 收录歌曲

### CD
1. 加油！你有ME！
作詞：李焯雄　作曲：毕国勇　編曲：陈磊